# پستی (فیلم)
پستی (به انگلیسی: Postal) فیلمی محصول سال ۲۰۰۷ و به کارگردانی اووه بول است. در این فیلم بازیگرانی همچون زاک وارد، دیو فولی، کریس کوپولا، جکی تون، جی. کی. سیمونز، رالف مولر، ورن ترویر، کریس اسپنسر، لری توماس، مایکل پاری، اریک آواری، ریک هافمن، مایکل بنیر، دیوید هادلستون، سیمور کاسل، اووه بول، مایک دوپود و ریچارد ایان کاکس ایفای نقش کرده‌اند.